# Caleutypa maculans
Caleutypa maculans är en svampart som beskrevs av Petr. 1934. Caleutypa maculans ingår i släktet Caleutypa, divisionen sporsäcksvampar och riket svampar.   Inga underarter finns listade i Catalogue of Life.